# Torpede Bangalore
Un torpede Bangalore és un dispositiu en el qual la càrrega explosiva és col·locada a l'extrem d'un llarg tub extensible. Cal remarcar que és d'ús terrestre i no aquàtic, com el seu nom podria deixar entreveure. És utilitzat pels enginyers militars per eliminar obstacles, que d'altra manera requeririen la seva aproximació directa, sota el possible foc enemic. És comunament referit com mina Bangalore, bangers o simplement com Bangalore.